# 벤 바드
벤 바드(Ben Bard, 1893년 1월 26일 ~ 1974년 5월 17일)는 미국의 배우, 연극 배우이다.
밀워키에서 태어났으며 로스앤젤레스에서 사망하였다. 사인은 질병이다. 포리스트 론 메모리얼 파크에 매장되었다.

## 영화
- 발 류튼: 그림자 속의 사나이 (2007년)
- 일곱 번째 희생자 (1943년)
- 유령선 (1943년) - 일등항해사 바운스 역
- 표범 인간 (1943년)
- 헐리우드 파티 (1934년)
- 미트 더 바론 (1933년)
- 더 선-도터 (1932년)
- 무모한 천성 (1930년)
- 제7의 천국 (1927년)